# Большие Эйсмонты
Больши́е Э́йсмонты (бел. Вялікія Эйсманты) — агрогородок в Берестовицком районе Гродненской области Беларуси. Административный центр Эйсмонтовского сельсовета.

## География
Расположен в 28 км на северо-востоке от районного центра Большая Берестовица, в 50 км от областного центра — города Гродно, в 38 км от железнодорожной станции Берестовица.

## История
Топоним носит имя шляхетского рода Эйсмонтов, проживавшего на Гродненщине с XV века. Впервые упоминается в письме Сигизмунда II Августа в 1570 году. В 1659 Анной Эйсмонтовой и её сыном Якубом в селе был основан костёл Пресвятой Девы Марии и Святого Яна Непомука.

## Население
До Второй мировой войны в селе и его окрестностях жили в основном представители рода Эйсмонтов, говорящие по-польски.
По состоянию на 2009 год в агрогородке проживают 763 человека.

## Достопримечательности
- Костёл Пресвятой Девы Марии и Святого Яна Непомука (1850) — историко-культурная ценность Республики Беларусь.